# Culinária dos Estados Unidos
A culinária dos Estados Unidos reflete a história dos Estados Unidos, mesclando as contribuições culinárias de vários grupos de pessoas de todo o mundo, incluindo; afro-americanos, asiáticos, europeus, ilhéus do Pacífico e sul-americanos. Os primeiros nativos americanos utilizaram uma série de métodos culinários nos primórdios da culinária americana que foram misturados com os primeiros métodos culinários europeus para formar a base do que hoje é a culinária americana. O assentamento europeu das Américas introduziu uma série de ingredientes, especiarias, ervas e estilos de culinária para o continente. Os vários estilos de cozinha continuaram se expandindo nos séculos XIX e XX, proporcional ao afluxo de imigrantes de muitas nações diferentes; Este influxo alimentou uma rica diversidade na preparação de alimentos em todo o país.
Quando os colonos chegaram às colônias, eles cultivavam animais para roupas e carne de forma semelhante ao que tinham feito na Europa. Eles tinham cozinha semelhante às suas anteriores cozinhas holandesas, suecas, francesas e britânicas. A dieta colonial americana variou dependendo da região estabelecida. Comumente caça incluiu cervos, urso, bisão e peru selvagem. Várias gorduras e óleos feitos de animais serviam para cozinhar grande parte dos alimentos coloniais. Antes da Revolução, os habitantes da Nova Inglaterra consumiam grandes quantidades de rume cerveja, já que o comércio marítimo lhes proporcionava acesso relativamente fácil aos bens necessários para produzir esses itens: o rum era o espírito destilado de escolha, já que o ingrediente principal, o melaço, estava prontamente disponível no comércio com as Índias Ocidentais. Em comparação com as colônias do norte, as colônias do sul eram bastante diversas em sua dieta agrícola; a estação de crescimento foi mais longa.

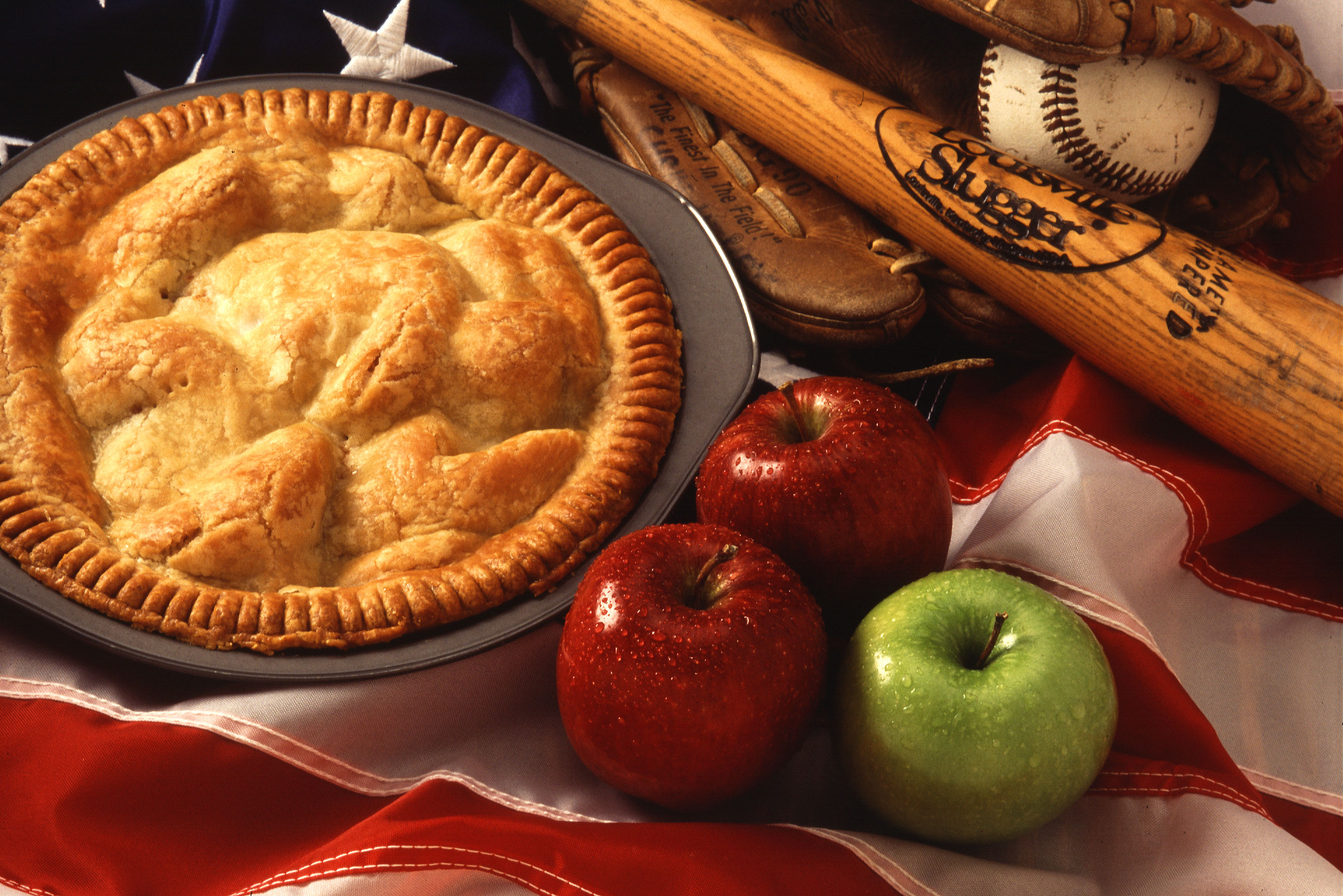
A torta de maçã, junto com o beisebol, é um dos inúmeros ícones culturais americanos.

Durante os séculos XVIII e XIX, os americanos desenvolveram muitos novos alimentos. Durante a Era Progressista do final do século XIX e início do século XX, por volta de 1890 a 1920, a produção e a apresentação de alimentos tornaram-se mais industrializadas .
Uma característica da culinária americana é a fusão de múltiplas abordagens étnicas ou regionais em estilos de cozinha completamente novos. Uma onda de chefs famosos começou com Julia Child e Graham Kerr na década de 1970, com muitos outros seguindo após a ascensão de canais a cabo, como a Food Network e Cooking Channel no final do século XX.

## Culinária por região

### Nordeste

#### Nova Inglaterra
A Nova Inglaterra é uma região do nordeste dos Estados Unidos que faz fronteira com as províncias marítimas do Canadá e partes do Quebec no norte. Ela inclui os seis estados de Connecticut, Maine, Massachusetts, Nova Hampshire, Rhode Island e Vermont, com sua maior cidade e capital cultural, Boston, fundada em 1630. A culinária nativa americana tornou-se parte do estilo de culinária que os primeiros colonizadores trouxeram com eles. Tribos como o Nipmuck, Wampanoag, Passamaquoddye outras culturas Algonquian foram notadas por cortar e queimar áreas para criar prados e pântanos que atrairiam animais como alces e veados, mas também encorajariam o crescimento de plantas como framboesas negras, mirtilos e cranberries. Na floresta eles teriam coletado nozes de espécies como a nogueira shagbark, avelã americana, e castanhas americanas e frutas como selvagens uvas e cerejas pretas, Todos estes acabaram aparecendo nas cozinhas das mulheres coloniais da Nova Inglaterra e muitos foram enviados de volta à Inglaterra e a outras partes da Europa para serem catalogados por cientistas, colecionadores e horticultores.
O estilo da culinária da Nova Inglaterra originou-se de suas raízes coloniais, isto é, práticas, frugais e dispostas a comer qualquer coisa diferente daquilo a que estavam acostumadas a partir de suas raízes britânicas. A maioria dos colonos iniciais veio de East Anglia na Inglaterra, com outros grupos seguindo-os ao longo dos anos como regiões francófonas do Canadá (isso foi especialmente verdadeiro no norte da Nova Inglaterra, onde ainda há muitos falantes de um dialeto do francês), da Irlanda, do sul da Itália e, mais recentemente, do Haiti, Brasil, República Dominicana e Portugal. As formas mais antigas da culinária datam do início do século XVII e, no caso de Massachusetts, em todo o país, apenas o estado da Virgínia pode reivindicar receitas mais antigas. A culinária de East Anglia teria incluído receitas de pratos como pudins de suet, pães de trigo e algumas iguarias de marisco, como búzios, e teria sido na época da colonização uma tarifa Puritana simples em contraste com as finuras e excessos esperados em círculos de cavalheiros londrinos. A maior parte da cozinha começou com a culinária de uma panela, que resultou em pratos como succotash, marisco, feijão assado e outros. Os amidos são bastante simples, e normalmente abrangem apenas um punhado de clássicos como batatas e farinha de milho, e alguns pães nativos, como pão Anadama, johnnycakes, pãezinhos, rolos Parker, popovers e pão integral da Nova Inglaterra. Esta região é bastante conservadora com suas especiarias, mas especiarias típicas incluem noz moscada, gengibre, canela, cravo e pimenta da Jamaica, especialmente em sobremesas, e para comidas salgadas, tomilho, pimenta do reino, sal marinho e sábio. Condimentos típicos incluem xarope de bordo, cultivado a partir do bordo de açúcar nativo, melaço e molho de cranberry.

#### Vale de Delaware e Mid-Atlantic

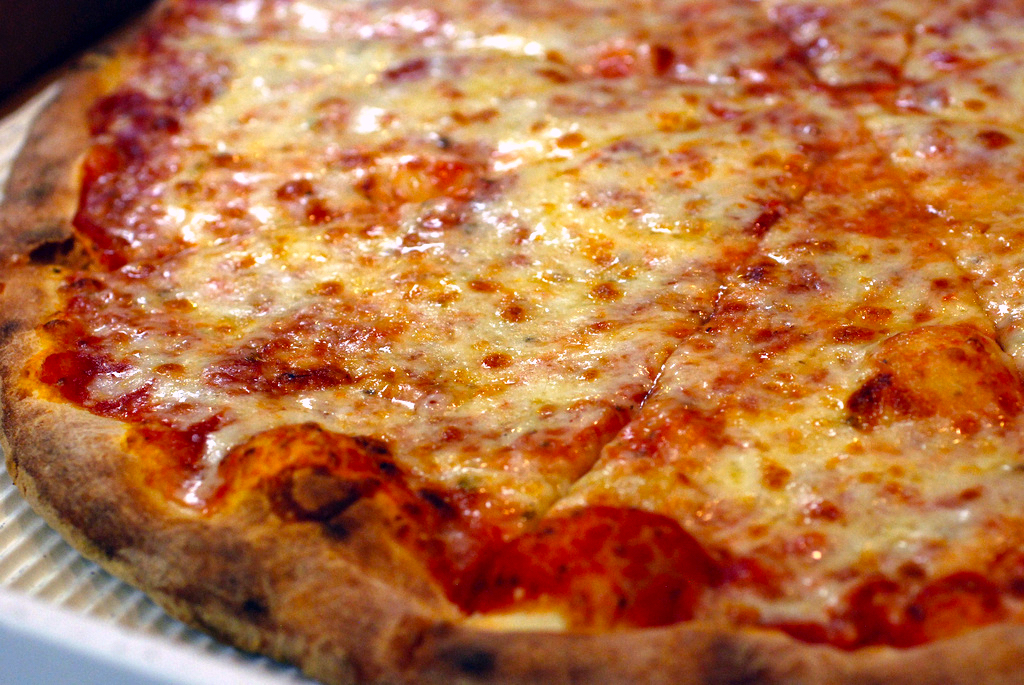
A pizza estilo New York refere-se ao estilo de pizza consumido em Nova York, Nova Jersey e Connecticut.

Os estados do meio do Atlântico compreendem os estados de Nova York, Nova Jersey, Delaware, Pensilvânia e Norte de Maryland. O maior assentamento mais antigo nessa área do país é encontrado na cidade mais populosa do país, a cidade de Nova York, fundada em 1653 pelos holandeses. Hoje, é uma importante capital cultural dos Estados Unidos. As influências na culinária desta região são extremamente ecléticas, devido ao fato de que tem sido e continua a ser uma porta de entrada para a cultura internacional, bem como uma porta de entrada para novos imigrantes. Voltando aos tempos coloniais, cada novo grupo deixou sua marca na culinária caseira e, por sua vez, as cidades nesta região dispersam as tendências para os Estados Unidos. Além disso, cidades como Nova York e Filadélfia tiveram a influência passada de cozinhas holandesas, italianas, alemãs, irlandesas, britânicas, e judaicas,  e isso continua. até hoje. Baltimore tornou-se a encruzilhada entre o norte e o sul, uma distinção que se manteve desde o final da Guerra Civil.

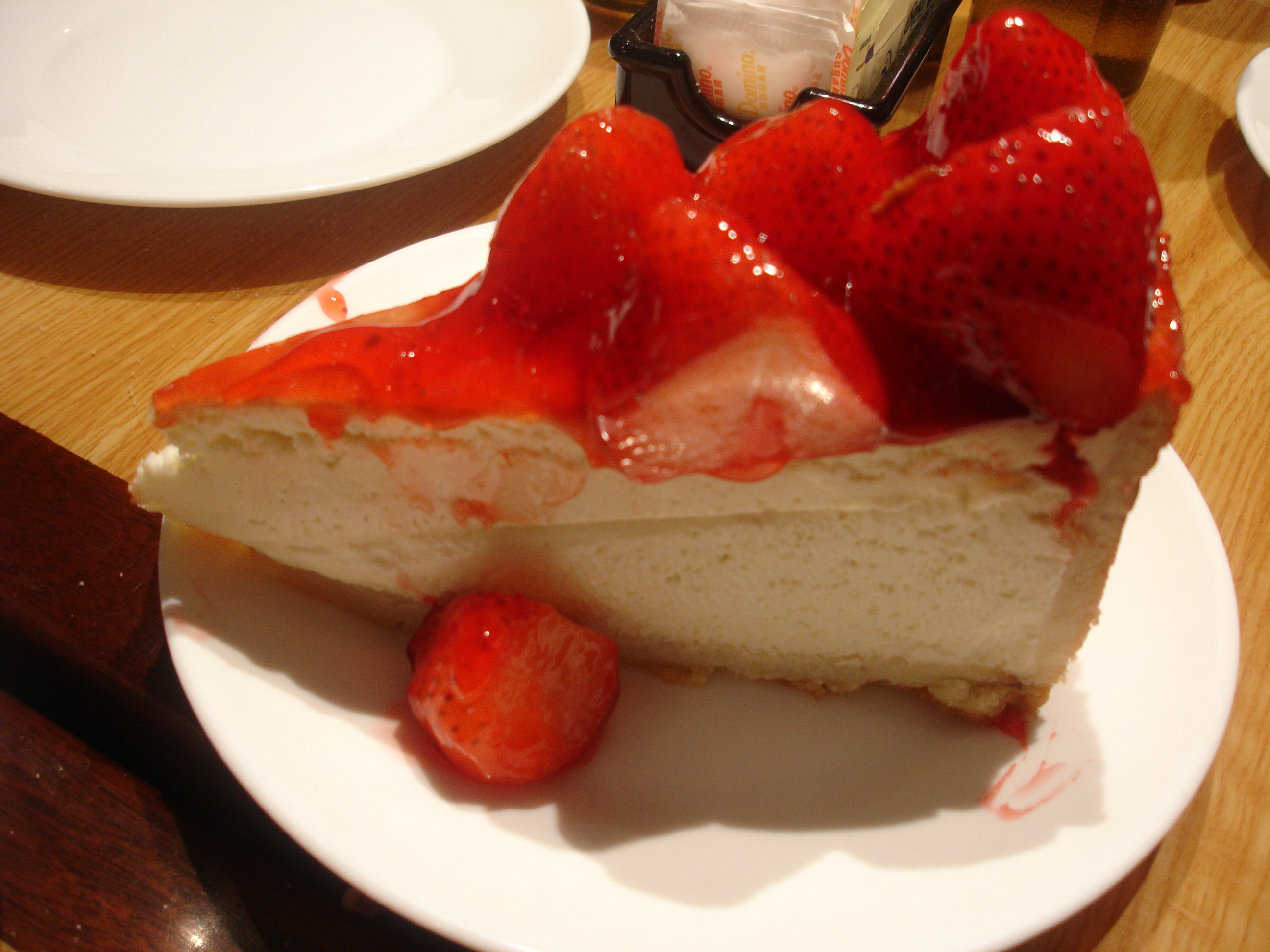
Cheesecake ao estilo de Nova York com morangos. Outras variações incluem molho de mirtilo ou framboesa.

Uma cidade global de energia, Nova York é bem conhecida por sua cena gastronômica diversificada e cosmopolita. Seus restaurantes competem ferozmente por boas críticas na seção Alimentos e Gastronomia do The New York Times, guias on-line e na Zagat's, a última das quais é amplamente considerada o principal guia gastronômico americano, publicado anualmente e sediado na cidade de Nova York.
Bolos de caranguejo eram uma vez uma espécie de croquete inglês, mas com o tempo, como temperos foram adicionados eles e a festa de caranguejo de Maryland tornou-se dois dos pratos de assinatura de Baltimore; a pesca do caranguejo azul é um passatempo favorito de verão nas águas de Maryland, Nova Jersey e Delaware, onde eles podem enfeitar a mesa nos piqueniques de verão. Outros pilares da região estão presentes desde os primeiros anos da história americana, como ostras de Cape May, Chesapeake Bay e Long Island, e lagosta e atum das águas costeiras encontradas em Nova York e Nova Jersey. Filadélfia Pepper Pot, um ensopado de tripas, era originalmente um prato britânico, mas hoje é um clássico da culinária caseira da Pensilvânia ao lado da sopa encadernadora, um tipo de sopa de tartaruga.
No inverno, carrinhos de Nova York vende castanhas assadas, uma iguaria que remonta às tradições Inglesas de Natal, e foi em Nova York e Pensilvânia que os primeiros biscoitos de Natal foram introduzidos: alemães introduziram melaço crocante de gengibre e cookies de açúcar na Pensilvânia e os holandeses introduziram biscoitos à base de canela, que se tornaram parte da tradicional refeição de Natal. Scrapple era originalmente um tipo de pudim saboroso que os alemães da Pensilvânia cedo fizeram para preservar as miudezas de um abate de suínos. O pretzel macio da Filadélfia foi originalmente trazido para o leste da Pensilvânia no início do século XVIII e, mais tarde, os imigrantes do século XIX venderam-nas às massas de carrinhos de mão para torná-los o produto de pão mais conhecido da cidade, tendo evoluído para uma receita única.
Como outros grupos antes deles, muitos dos seus pratos passaram para o mainstream o suficiente para que eles se tornassem parte do jantar no final do século XX, um tipo de restaurante que agora é mais numeroso nesta região do que qualquer outro e antigamente o assunto, questão do artista Edward Hopper. No passado, esse tipo de estabelecimento era o refúgio do cozinheiro de pedidos rápidos, que grelava ou fritava alimentos simples para o trabalhador. Hoje serviço típico incluiria pratos regionais como carne na Weck, marisco, sanduíche, asas de frango, cheesesteak, biscoitos a preto e branco, torta enxota-moscas, sopa de peixe, bolo da Ilha Smith, torta de uva, milkshakes e creme de ovos, uma bebida de fonte de baunilha ou chocolate com um sabor espumante.

### Centro-Oeste

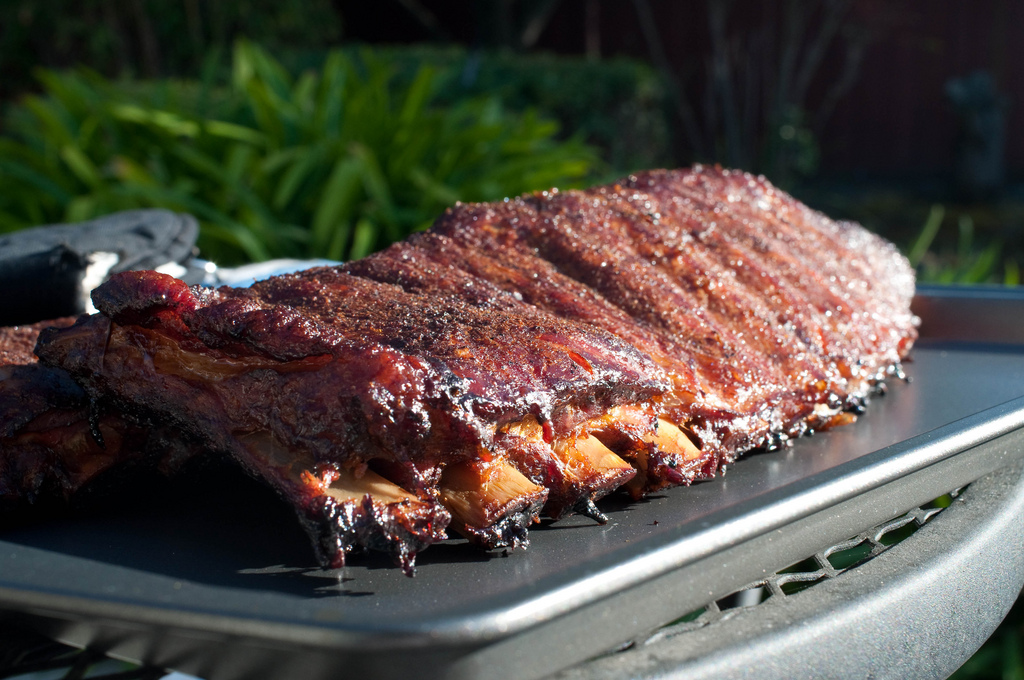
Churrasco no estilo de St. Louis.

A Culinária do centro-oeste hoje é uma mistura muito eclética e estranha e correspondência de foodways. Ele cobre tudo, desde o churrasco no estilo de Kansas até o cachorro-quente ao estilo de Chicago, embora muitos de seus clássicos sejam pratos muito simples e saudáveis. Principalmente esta região foi completamente intocada por colonos europeus e americanos até depois da Guerra Civil Americana, e com exceção do Missouri e dos estados densamente florestados perto dos Grandes Lagos, foi povoada principalmente por tribos nômades como os Sioux, Osage, Arapaho e Cheyenne. Tal como acontece com a maioria das outras tribos de índios americanos, essas tribos consumiram as Três Irmãs de feijão, milho e abóbora, mas também por milhares de anos seguiu os rebanhos de bisontes e caçou-los primeiro a pé e depois, após a propagação de mustangues do sudoeste devido às explorações de conquistadores, a cavalo, tipicamente usando arco e seta. Há saltos de búfalo que datam de quase dez mil anos e várias fotografias e relatos escritos de caçadores e colonos que atestam sua dependência do búfalo e, em menor grau, do alce. Depois de quase eliminar o alce e o bisonte do nada, essa região passou a criar bisontes ao lado de gado para sua carne e com um lucro enorme, transformando-os em hambúrgueres e bifes.
Mais ao sul, o churrasco tem seu próprio estilo em lugares no Kansas e em St. Louis, que são diferentes do sul e do oeste americano. Kansas e St. Louis eram e continuam sendo centros importantes da ferrovia que ligava as planícies aos Grandes Lagos e às cidades mais a leste, como a Filadélfia. Na virada do século XIX, a área de St. Louis, Omaha e Kansas City tinham enormes pátios, postos de trabalho para gado e porcos a caminho do leste para as cidades da costa e do norte para os Grandes Lagos. Todos eles tinham grandes populações imigrantes e migrantes em crescimento da Europa e do Sul, respectivamente, por isso esta região desenvolveu estilos únicos de churrasco. Churrasco em estilo St. Louis favorece uma forte ênfase em um molho de churrasco doce e pegajoso. Suas esperanças incluem o bife de porco, um corte tirado do ombro do porco, grelhado e, em seguida, lentamente cozido em uma panela sobre carvão, snoots crocantes, um corte da bochecha e nariz do porco que é frito como cracklin e comido mergulhado em molho, carne de porco mais costelas, e uma mistura de ambos os cerveja, bratwurst cozido ou salsicha grelhada derivado italiano, aromatizado com erva-doce. Sobremesa é geralmente algo como bolo de manteiga gooey, inventado na cidade na década de 1930. Churrasco ao estilo de Kansas City usa vários tipos diferentes de carne, mais do que a maioria dos estilos de churrasco americano de peru, carne de carneiro, carne de porco e carne só para citar alguns, mas é diferente de St. Louis em que o molho de churrasco acrescenta melaço com a receita típica de tomate e normalmente tem um sabor mais azedo. Tradicionalmente, Kansas City usa um método baixo e lento de defumar a carne, além de apenas cozinhá-la no molho. Também favorece o uso de madeira de nogueira para defumar e regar ou mergulhar continuamente o molho durante o cozimento para formar um esmalte; com extremidades queimadas esta etapa é necessária para criar a "casca" ou camada externa carbonizada do peito.

### Sul
A Região Sul dos Estados Unidos é formada por 16 estados: Alabama, Carolina do Norte, Carolina do Sul, Flórida, Geórgia, Kansas, Kentucky, Delaware, Louisiana, Maryland, Mississippi, Missouri, Tennessee, Texas, Virgínia e Virgínia Ocidental.

#### Sobremesas

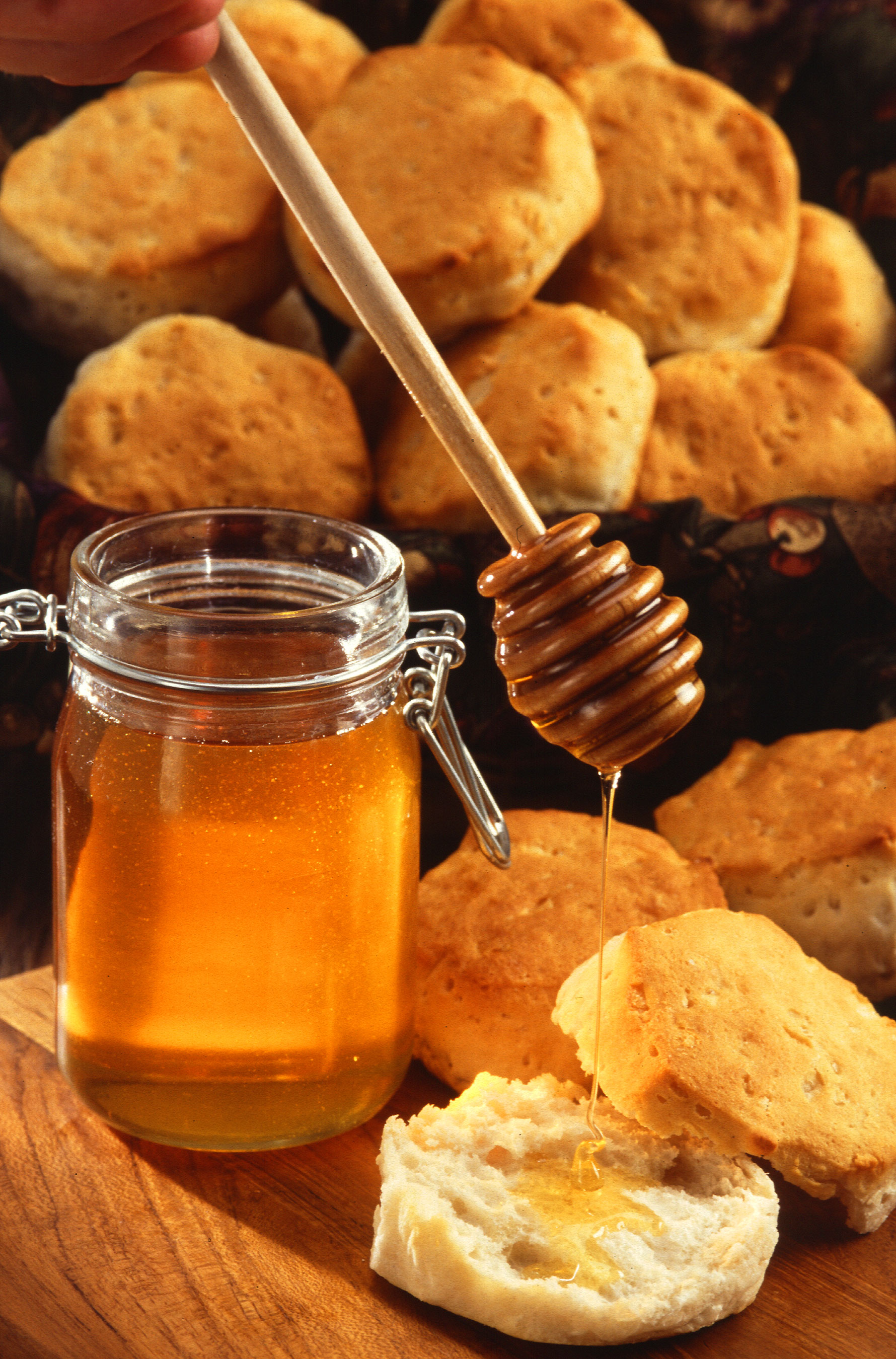
Biscoitos com mel.

Sobremesas no Sul tendem a ser bastante ricas e muito um legado de entretenimento para impressionar os hóspedes, uma vez que uma dona de casa do Sul era (e até certo ponto ainda) espera mostrar sua hospitalidade apresentando um banquete tão impressionante quanto ela é capaz de fazer. gerir. Sobremesas são vastas e abrangem bolo de Pista, torta de batata doce, torta de pêssego, torta de nozes, bolo de beija-flor, torta de Jefferson Davis, amendoim frágil, bolo de coco, bolinhos de maçã, biscoitos de amendoim, torta de xadrez, bolo doberge, Bolo de senhora Baltimore, bolas de bourbon e bolo de caramelo. Bolos de esponja estilo americano tendem a ser a regra e não a exceção, como é estilo buttercream estilo americano, um lugar onde cozimento do Sul se cruza com o resto dos Estados Unidos. Nozes como noz-pecã e hickory tendem a ser reverenciadas como guarnições para estas sobremesas e fazem o seu caminho em padarias locais como recheios para chocolates.

#### Culinária Cajun

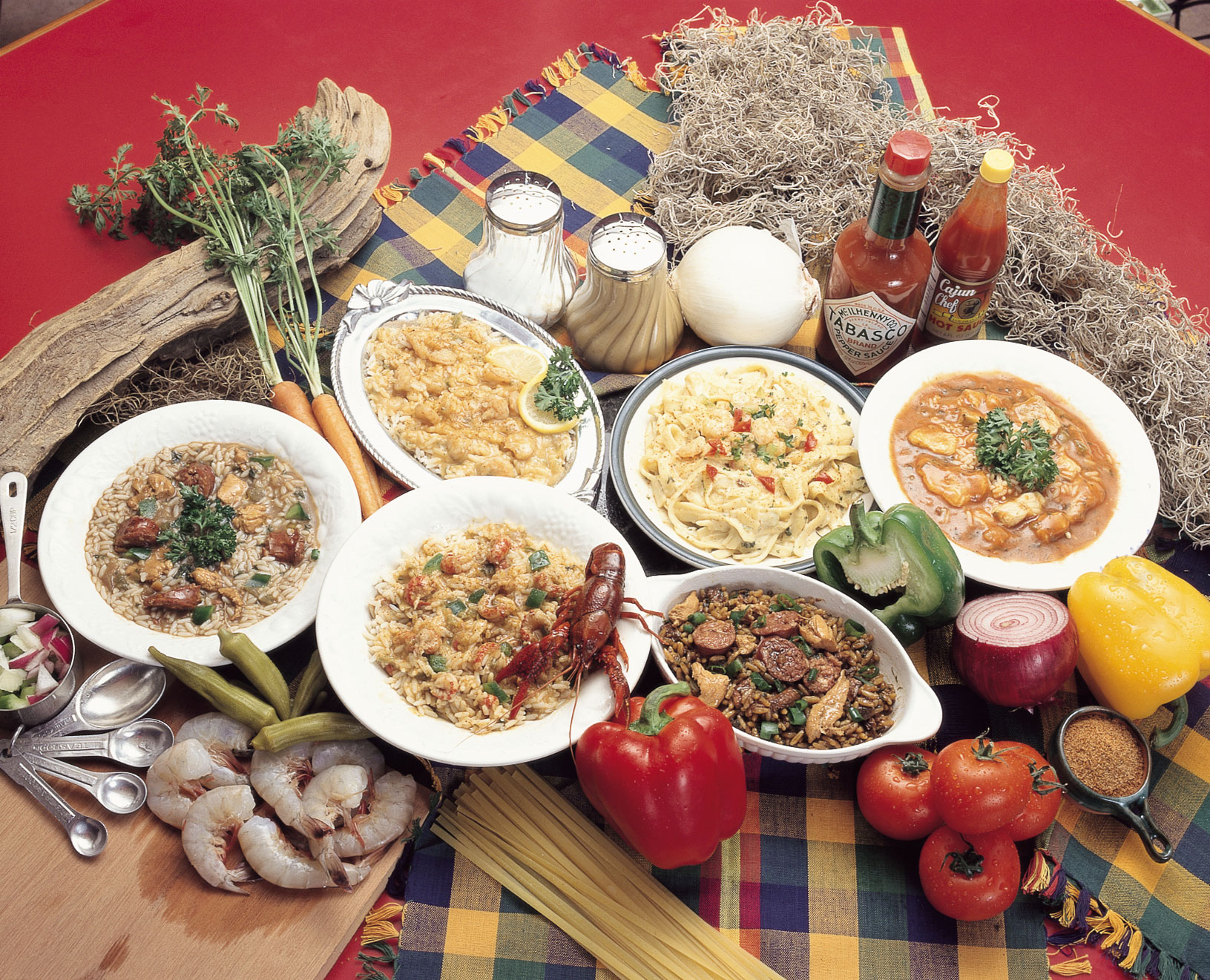
Pratos típicos da culinária cajun da Louisiana.

Em Louisiana, os métodos culinários têm mais em comum com as rústicas cozinhas francesas dos séculos XVII e XVIII do que qualquer outra encontrada na corte francesa de Versailles ou nos bistrôs da Paris dos séculos XIX e XX; isso é especialmente verdadeiro na culinária cajun.
Nova Orleães tem sido a capital da cultura crioula desde antes de a Louisiana ser um estado; essa cultura é a dos franceses e espanhóis coloniais que evoluíram na cidade de Nova Orleães, que era e ainda é bastante distinta da cultura rural dos Cajuns e se encaixa com o que teria sido comido na cultura anterior à plantação de Louisiana, há muito tempo. Cozinhar para impressionar e mostrar a própria riqueza era um elemento básico da cultura crioula, que misturava métodos de culinária franceses, espanhóis, italianos, alemães, africanos, caribenhos e nativos americanos, produzindo pratos ricos como ostras bienville, pompano e papillote e até o sanduíche muffaletta. No entanto, A culinária crioula da Louisiana tende a divergir das ideias originais trazidas para a região em ingredientes: profiteroles, por exemplo, usam uma massa de choux quase idêntica àquela que é encontrada em Paris moderna mas freqüentemente usadas em sorvetes de baunilha ou chocolate em vez de creme como recheio, bombons quase sempre usam pecã e não amêndoas, e o cultivo de bananas surgiu quando Nova Orleans foi um porto importante para a importação de bananas do Mar do Caribe. Gumbos tendem a ficar espessos com quiabo, ou as folhas da árvore sassafrass. Andouille é frequentemente usado, mas não o andouille atualmente conhecido na França, já que o andouille francês usa tripas, enquanto na Louisiana, o andouille é feito de nádegas de porco, geralmente cortadas com flocos de pimenta, e defumadas durante muito tempo sobre a madeira de nogueira-pecã. Outros ingredientes que são nativos da Louisiana e não encontrados na culinária da França moderna incluem o arroz, que tem sido um alimento básico para a culinária crioula e cajun por gerações, e a cana-de-açúcar, cultivada na Louisiana desde o início do século XIX.

#### Culinária da Flórida
Citrus é uma das principais culturas da Flórida, e apresenta em todas as mesas de café da manhã e em todos os mercados com a altura da estação perto da primeira semana de janeiro. As laranjas de Hamlin são as principais cultivares plantadas e, a partir desta cultura, o restante dos Estados Unidos e, em menor medida, a Europa obtêm suco de laranja. Outras plantações incluiriam toranjas, tangerinas, laranjas clementinas, limas e até algumas mais raras, como umbigos de cara-cara, tangelos e a fruta jamaicana Ugli. Caranguejo azul, concha, caranguejo de pedra da Flórida, tambor vermelho, dorado e marlins tendem a ser ingredientes favoritos locais. O leite está disponível nesta região, mas é menos enfatizado devido ao calor durante todo o ano. A tradicional torta de limão, uma sobremesa das ilhas na costa de Miami, é feita com leite condensado para formar o creme com os olhos molhados de limas nativas da Flórida Keys, sendo em parte porque o leite se estragaria em uma época anterior à refrigeração. A carne de porco nesta região tende a ser torrada em métodos semelhantes aos encontrados em Porto Rico e Cuba, devido à emigração em massa desses países no século XX, especialmente nos municípios ao redor de Miami.

### Oeste

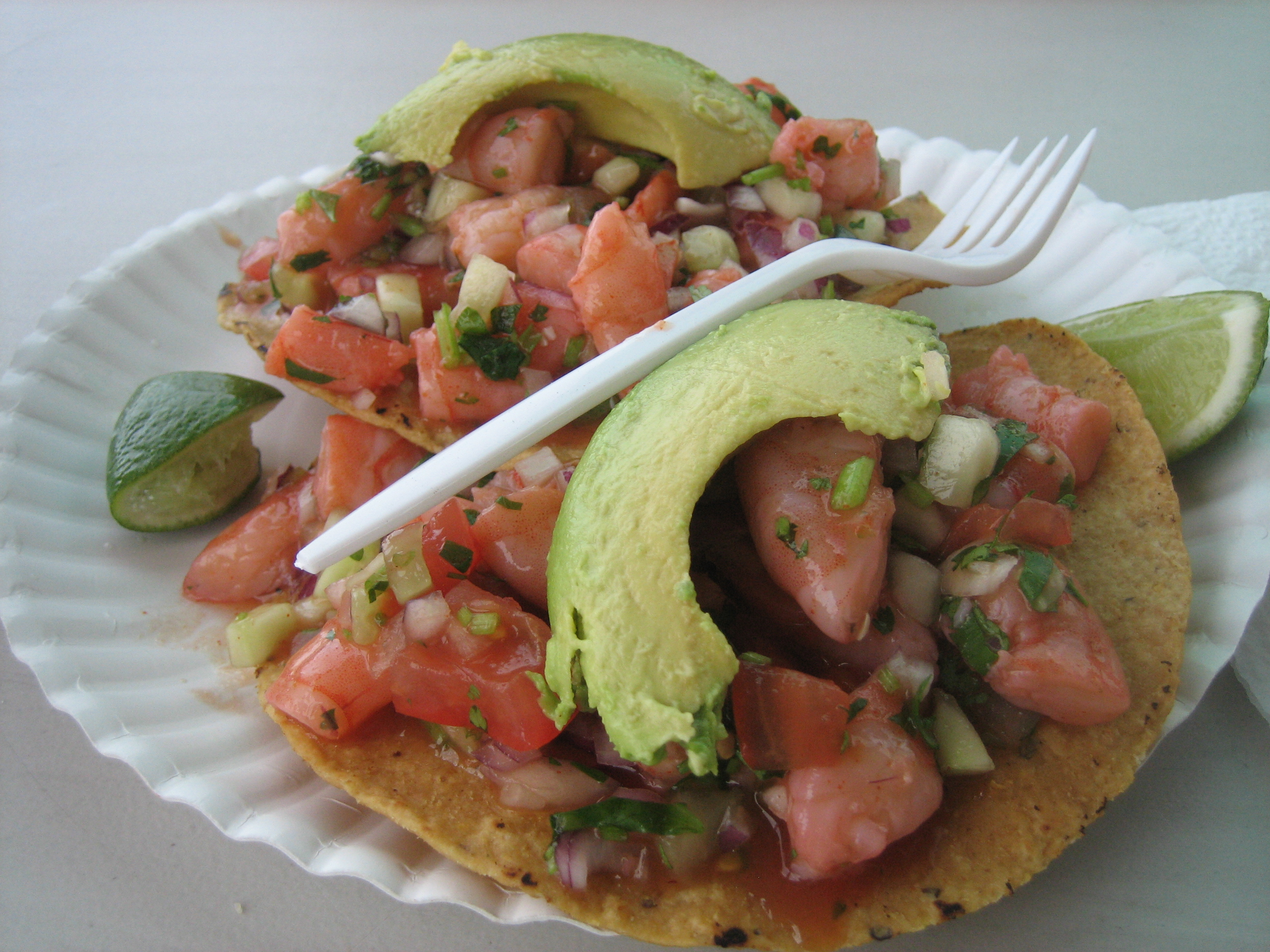
Tostadas de camarão feitas com ingredientes cultivados localmente como servidos no Tacos Sinaloa em Berkeley, Califórnia.

A Região Oeste dos Estados Unidos é formado por 13 estados, tais como; Alasca, Arizona, Califórnia, Colorado, Havaí, Idaho, Montana, Nevada, Novo México, Oregon, Utah, Washington e Wyoming.
Como sua contraparte na costa oposta ao leste, há uma grande variedade de mariscos nesta região. Os Geoducks são uma espécie nativa de molusco gigante que tem pescoços incrivelmente longos, e são comidos pelo balde cheio, bem como transportados para a Ásia por milhões de dólares, como se acredita ser um afrodisíaco. As amêijoas Gaper são a comida favorita, muitas vezes grelhada ou cozida no vapor, assim como o abalone nativo da Califórnia, que embora protegido como fonte de alimento, é um alimento ancestral tradicional antes dos brancos e hoje se destaca na culinária de bons restaurantes. na culinária caseira, em sopas com sabor de mirin (a influência da culinária japonesa é forte na região), pratos de macarrão e na churrasqueira. Ostras Olympia são servidas na meia concha, bem como a ostra Kumamoto, introduzida por imigrantes japoneses e um grampo no jantar como aperitivo. Os mexilhões da Califórnia são uma iguaria da região, e têm sido uma característica da culinária por gerações: há evidências de que as tribos nativas americanas as consumiram por toda a costa da Califórnia durante séculos em suas massas.